# Manuela Cañizares
Manuela Cañizares y Álvarez (Quito, Ecuador, 27 de agosto de 1769 - Quito, Ecuador, 15 de diciembre de 1814) fue una heroína precursora de la Independencia del actual Ecuador. En su casa se reunió el grupo de patriotas que, la madrugada del 10 de agosto de 1809, depusieron a las autoridades coloniales españolas e instalaron una Junta de Gobierno Autónoma.
Su papel no se limitó a ser la anfitriona de la reunión durante la noche previa a la asonada, sino que participó activamente de ella, alentando y, según testimonios, prácticamente obligando a los patriotas conjurados para que se decidiesen a dar el golpe revolucionario al amanecer del día siguiente, cuando alguno planteó la duda sobre la conveniencia de llevarlo a cabo.

## Biografía

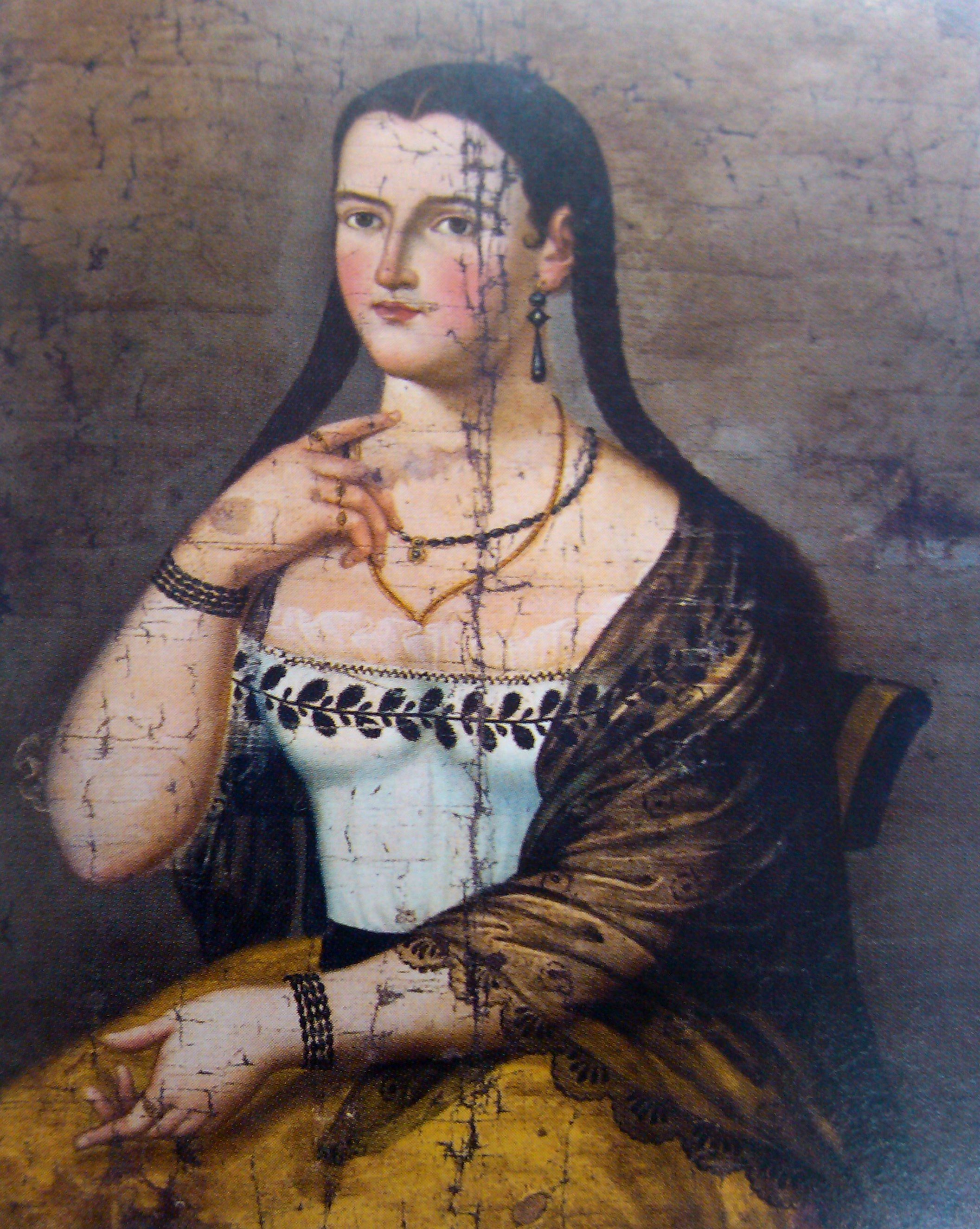
Manuela Cañizares, por Antonio Andrade (circa 1799).

Nació el 27 de agosto de 1769 en la ciudad de Quito, por entonces capital de la Real Audiencia homónima. Fue hija de Miguel Bermúdez Cañizares, licenciado en Derecho oriundo de Popayán, y de doña Isabel Álvarez y Cañizares, dama de estrato elevado pero económicamente pobre. Tuvo tres hermanos: Mariano Cañizares, José Cañizares y María Cañizares, a quienes mencionó en su testamento.
Se le conocía como "La Ñata".
A pesar de pertenecer a una familia distinguida por parte de su madre, la unión ilegítima de sus padres y el hecho de que su padre no se ocupara de ella, la obligó a vivir una vida independiente en la que la lucha por la supervivencia era su primera necesidad. Se sabe que en 1797 vivía sola en una casa arrendada del barrio de la Cruz de Piedra, en donde fue retratada por el pintor Antonio Andrade, por lo que para entonces ya debió ser una mujer notable en la sociedad quiteña. En 1805 adquirió la hacienda de Gregoria Salazar en la localidad de Cotocollao (hoy Ponceano), que le costó 800 pesos y después la tenía en arrendamiento a Pedro Calderón, que pagaba 151 pesos anuales por ella.
Cuando se mudó a la casa parroquial junto a la iglesia de El Sagrario, Manuela ya era una conocida saloniere, término francés para describir a damas ilustradas que organizaban tertulias para discutir sobre política, literatura, ciencia, artes y también los cotilleos del día. Hombres y mujeres de la alta sociedad quiteña eran asiduos visitantes de la que comenzó a ser conocida simplemente como la casa del Sagrario y de su amable anfitriona. Es durante estas reuniones que entabla amistad con Manuel Rodríguez de Quiroga, por quien sentía una gran admiración y confianza (se dice que también amor), y que la llevó a apoyar la causa de la Independencia.

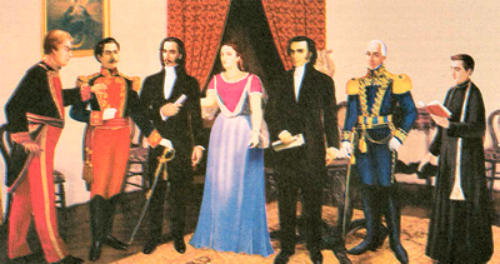
Reunión en casa de Manuela Cañizares, la noche del 9 de agosto de 1809.

Durante la noche del 9 de agosto de 1809, Manuela Cañizares se convirtió en la anfitriona de una reunión para 38 invitados disfrazada como una de las tantas tertulias que acostumbraba organizar para la alta sociedad de la época, pero en la que se organizarían los eventos para la proclamación del grito libertario quiteño que tendría lugar en la madrugada del día 10.
Fue así que en la noche del 9 de agosto de 1809, en circunstancias en que los patriotas quiteños tuvieron un momento de debilidad que pudo hacer fracasar el movimiento revolucionario, con inusitado valor se convirtió en la heroína espiritual del golpe, parándose con determinación frente a ellos para arengarlos con esas palabras que la convirtieron en protagonista de la historia:
"Cobardes...! Hombres de poca fe, nacidos para la servidumbre... De qué tenéis miedo? ¡No hay tiempo que perder!"
Algunas semanas más tarde, cuando el conde Ruiz de Castilla recobró el poder y se produjo la represión militar, Manuela debió esconderse por algún tiempo en una hacienda del Valle de los Chillos, posiblemente de la noble Rosa de Montúfar (hija del marqués de Selva Alegre) o de María Ontaneda y Larraín, mientras en la ciudad se instauraba el proceso penal contra los sublevados y se pedía pena de muerte también para Cañizares.
Cuando pudo volver a la ciudad se refugió en casa de unos amigos, Miguel Silva y Antonia Luna, quienes vivían en el barrio de San Roque.

## Últimos años y muerte
De su testamento, fechado el 27 de agosto de 1814, se conoce que sus últimos días los pasó víctima de las secuelas de un accidente, que era soltera, sin hijos y que se ganaba la vida haciendo encajes y alquilando ciertos trajes que se utilizaban para fiestas, y que aún mantenía la finca de Cotocollao en la que criaba ganado.
Los historiadores resumen que murió meses después de hacer su testamento, el 15 de diciembre de 1814, lo que se comprueba en las escrituras de compra-venta de su hacienda de Cotocollao, que fue adquirida en 1815 por Josefa Cáceres por la suma de 1950 pesos. Sobre su muerte, José Dolores Monsalve señala que el deceso ocurrió estando asilada en el convento de Santa Clara de Quito, mientras que otros historiadores señalan que murió aún escondida en el Valle de los Chillos.

## Homenajes
En 1901 el presidente Eloy Alfaro fundó el primer colegio laico de educación femenina en el país, nombrándolo como "Manuela Cañizares" en honor a la prócer.